# Arboretum Vrahovice

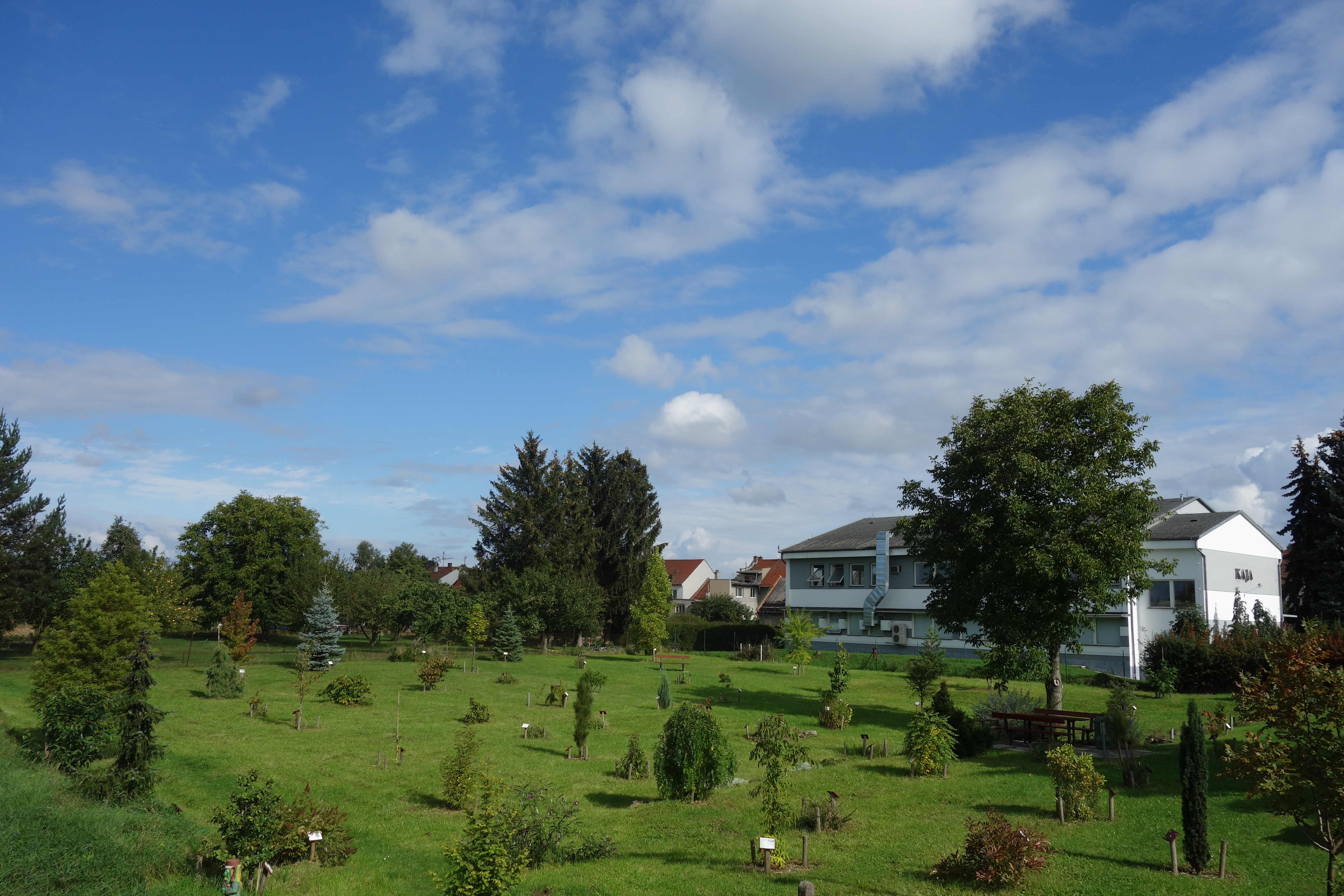
Arboretum Vrahovice

Das Arboretum Vrahovice ist eine Parkanlage in Vrahovice (Tschechien, Nordmähren), einem östlichen Vorort von Prostějov. Im Arboretum befinden sich Bäume und Sträucher aus Nordamerika, Asien und Europa auf dem kleinen Gelände. Es liegt in der Nähe des Flusses Romže.
Das Arboretum Vrahovice wurde zwischen den Jahren 2010 und 2015 vom Verein Spolek za staré Vrahovice (deutsch etwa: „Verein für Alt-Wrahowitz“) eingerichtet. Der Verein betreibt das Arboretum bis heute (2021). Es ist frei zugänglich.